# 黃文萱
黃文萱（英語：Leticia Wong Man-huen，1992年10月18日—），前公民黨成員，前香港沙田區議會第一城選區議員。

## 個人簡歷
黃文萱自出生起就在沙田第一城居住，曾就讀於香港培正小學、協恩中學、香港中文大學，取得新聞與傳播學院（榮譽）社會科學學士。曾參與羽毛球運動，並奪得全港羽毛球中級女雙第二名及混雙第二名。大學時曾創辦社企「豐剩 The Leftovers」，獲得香港社會企業挑戰賽2012年冠軍及最有社會使命獎。畢業後曾任政治版記者，後修讀香港中文大學全球政治經濟碩士，曾任職社會創新顧問。

## 從政生涯
於2019年區議會選舉中，以5122票在第一城選舉擊敗新民黨黃嘉榮。，成為該區第一名女性區議員。
2021年4月30日，黃文萱宣佈已退出公民黨，亦不打算向政府宣誓，表明會在宣誓前主動辭職。6月1日，她宣佈已辭任區議員，於6月4日生效。